# Daniel Gavan
Daniel Gavan (* 8. Mai 1977 in Bukarest) ist ein österreichischer Volleyballnationalspieler.
Der gebürtige Rumäne begann im Alter von neun Jahren mit dem Volleyballspiel. Mit 18 erhielt er bei Steaua Bukarest seinen ersten Profi-Vertrag und absolvierte die ersten Spiele für das rumänische Nationalteam. 1999 wechselte Gavan nach Österreich zum Hypo Tirol Volleyballteam Innsbruck, wo er im Herbst 2012 bereits seine 14. Saison antrat. 2005 erhielt der Mittelblocker die österreichische Staatsbürgerschaft, seit 2006 spielt er auch für das österreichische Nationalteam. In Tirol wurde Gavan mit seiner Frau Anca, einer ehemaligen SVS-Post-Spielerin, auch privat heimisch. Mit Hypo Tirol feierte Gavan sechs Meisterschaften, zwei MEVZA-Titel, vier Cupsiege sowie einen fünften Rang in der Champions League 2009/10.
Mit seiner Routine, seinen Leistungen am Block und im Angriff ist Gavan auch im Nationalteam eine wichtige Stütze. 2011 schied er bei der Heim-EM in Österreich und Tschechien mit dem Nationalteam in der Vorrunde aus.